# Ivanivka, Vasîlkivka
Ivanivka (în ucraineană Іванівка) este un sat în așezarea urbană Vasîlkivka din raionul Vasîlkivka, regiunea Dnipropetrovsk, Ucraina.

## Demografie
Componența lingvistică a localității Ivanivka
     Ucraineană (75,18%)
     Rusă (21,17%)
     Belarusă (2,19%)
     Alte limbi (0,73%)
Conform recensământului din 2001, majoritatea populației localității Ivanivka era vorbitoare de ucraineană (75,18%), existând în minoritate și vorbitori de rusă (21,17%) și belarusă (2,19%).